# 이렘 (기업)
주식회사 이렘(IREM)은 전북특별자치도 부안군에 본사를 둔 강관 및 데크 기업이다.

## 역사 및 현황
1974년 동신금속으로 설립되어 코센으로 사명으로 변경하였다가 다시 현재의 사명으로 변경하였으며, 1990년에 코스닥 시장에 상장하였다.

### 내용주
1. ↑  기존 대표이사 사임에 따른 신규 대표이사 선임